# 1896 în film
- 1895 în cinematografie — 1896 în cinematografie — 1897 în cinematografie

## Evenimente

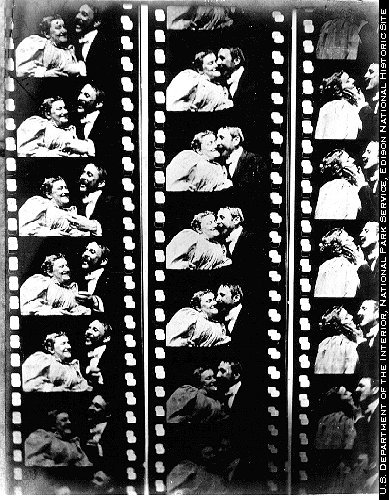
Primul sărut din istoria cinematografiei

- În The Kiss (cunoscut și ca The May Irwin Kiss, The Rice-Irwin Kiss sau The Widow Jones) apare primul sărut din istoria cinematografiei dintre vedeta canadiană May Irwin și John C. Rice.

## Premiere
- Arrival of a Train at La Ciotat
- Arrivée d'un train gare de Vincennes
- L'Arroseur
- Awakening of Rip
- Baignade en mer
- Barnet Horse Fair
- Bataille de boules de neige
- Bateau-mouche sur la Seine
- Batteuse à vapeur
- Bébé et fillettes
- Le Bivouac
- Les Blanchisseuses
- Bois de Boulogne
- Boulevard des Italiens
- The Boxing Kangaroo
- Boxing Match; or, Glove Contest
- Campement de bohémiens
- Démolition d'un mur
- La Fée aux Choux
- The Horse Trough
- The Kiss
- Le Manoir du diable
- Rip Van Winkle (serie)
- The Vanishing Lady